# بطولة العالم للشطرنج 1910 (لاسكر-شلختر)
|                         |            |
| إيمانويل لاسكر          | كارل شلختر |
|                         |            |
| فائز ببطولة العالم 1908 | المتحدي    |
| 41 سنة                  | 35 سنة     |

بطولة العالم للشطرنج بطولة العالم للشطرنج 1910 (جانفي - فيفري) هي تاسع بطولات العالم الرسمية في الشطرنج وأولى بطولتين لعبتا في 1910، تنافس فيها بطل النسخة السابقة إيمانويل لاسكر مع متحديه الجديد كارل شلختر، ونظمت المقابلة في مدينتي فيينا وبرلين من 7 جانفي حتى 10 فيفري 1910.
تمكن لاسكـر من الدفاع عن لقبه وتعادل بالمقابلة بانتصار واحد مقابل خسارة واحدة وثمان تعادلات.

## خلفية
كان شلختر من أقوى اللاعبين في العقد الأول من القرن الـ 20 حيث فاز ببطولة ميونخ 1900 مناصفة مع بيلسبيري وفاز ببطولتي فيينا 1904 و هيوج أوستند 1906 كما تشارك المركز الأول في بطولتي فيينا وبراغ في 1908، مع نتائجه الكبيرة هذه وافق لاسكر على اللعب ضده على لقب العالم على شرط أن يلعبو خمس مباريات في فيينا وخمسة في برلين على 5000 مارك ألماني.

### شرط فارق نقطتين
اختلف مؤرخو الشطرنج في شروط المقابلة فقد كان شلختر فائزا بمباراة مقابل صفر ويعرف عنه بأنه لاعب استراتيجي يميل إلى التعادل غير أنه لعب في المباراة الأخيرة على الفوز وهذا ما جعله يخسر، إذ كتب المؤرخون إسرائيل هورويتز، فريد ويلسون ونيكولاس جيفارد أن شرط فارق النقطتين كان مطلوبا.  

## المقابلة والنتيجة
الفائز هو صاحب أفضل نتيجة بعد 10 مباريات، انتهت المقابلة بالتعادل وحافظ لاسكر على لقبه.
|                | 1 | 2 | 3 | 4 | 5 | 6 | 7 | 8 | 9 | 10 | النقاط |
| -------------- | - | - | - | - | - | - | - | - | - | -- | ------ |
| إيمانويل لاسكر | ½ | ½ | ½ | ½ | 1 | ½ | ½ | ½ | ½ | 0  | 5      |
| إيمانويل لاسكر | ½ | ½ | ½ | ½ | 0 | ½ | ½ | ½ | ½ | 1  | 5      |
تمكن لاسكر من التعادل في المقابلة والحفاظ على لقبه بعد التعرض لإحراج كبير فقد كان خاسرا 1-0 وكان على شلختر الفوز 2-0 كي ينال اللقب (الشرط الذي فرضه لاسكر للعب معه) لذلك غامر في المباراة الأخيرة الرائعة لكنه لم يكن موفقا وخسر المباراة وتعادل في المقابلة.

## روابط خارجية
- رابط لمباريات البطولة على موقع chessgames.com